# Mangan-ji (Tochigi)

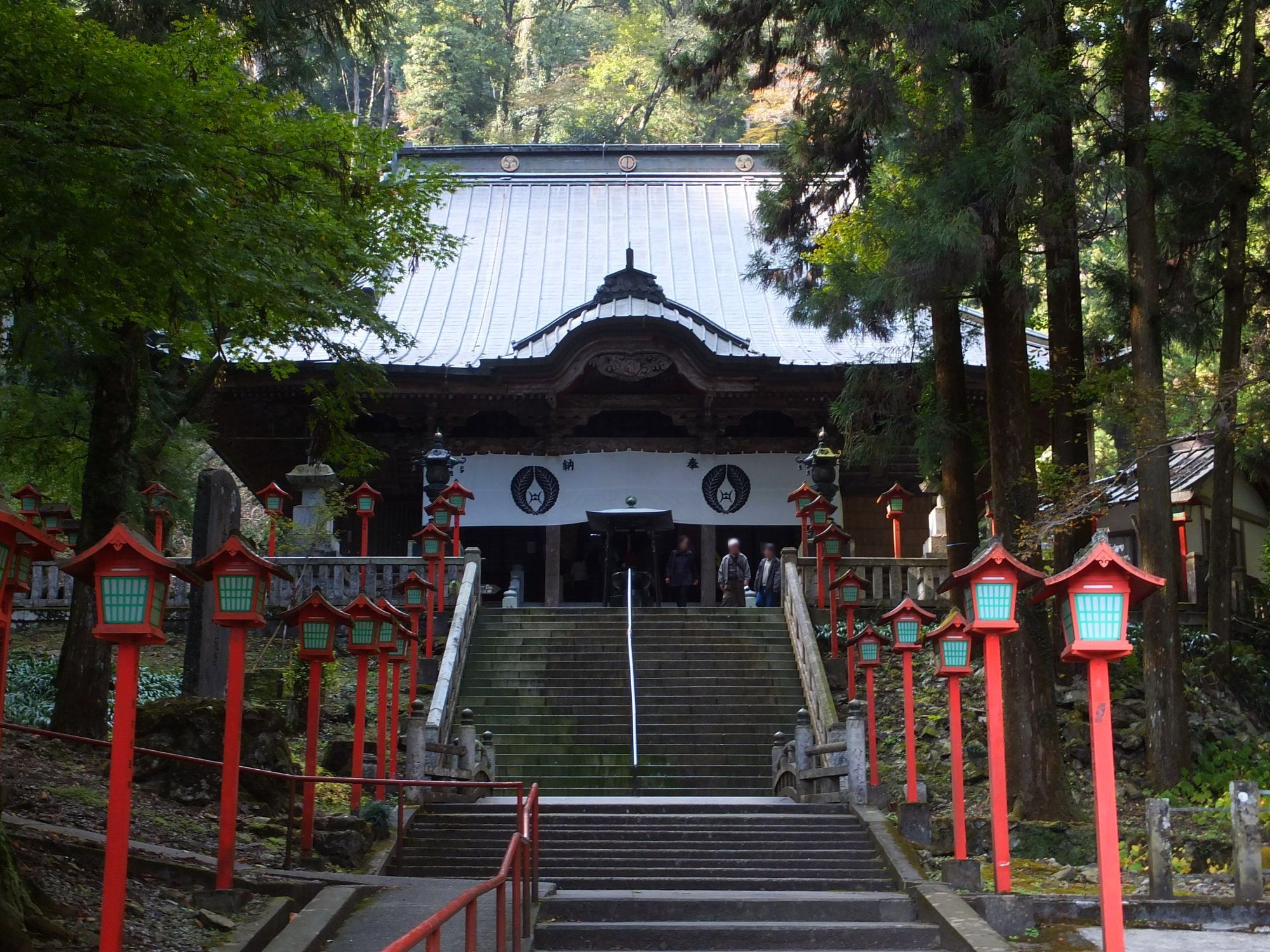
Haupthalle

Der Mangan-ji (japanisch 満願寺), auch Izuru Kannon (出流観音) genannt, mit dem Bergnamen Izuru-san (出流山), ist ein Tempel des Shūchisan-Zweigs (宗智山派 Shūchisan-ha) der Shingon-Richtung des Buddhismus in den Bergen im Stadtteil Izuru-machi am Nordostrand der Stadt Tochigi, Japan. In der traditionellen Zählung ist er der 17. der 33 Tempel der Kantō-Region.

## Geschichte
Der Überlieferung nach wurde der Tempel im 3. Jahr Tempyō-Jingo (767) von Priester Shōdō (勝道) angelegt. Er wurde von den einmal von den Wanderpriestern (修験者 shugensha) von Nikkō besucht. 1609 zog sich Minagawa Hiroteru, der abgesetzt worden war, dorthin zurück. Shōgun Tokugawa Iemitsu versorgte den Tempel mit 50 Koku.

## Die Anlage
Man betritt die Tempelanlage durch das große Tempeltor (山門 Sammon), das hier als Turmtor im Stil eines Niō-Tors (仁王門 Niō-mon), also als Tor mit den beiden Tempelwächtern rechts und links vom Durchgang ausgeführt ist. Das Tor wurde 1735 errichtet, es ist als Kulturgut der Stadt Tochigi registriert. Die Haupthalle (本堂 Hondō) weiter oben, hier auch Ōmidō (大御堂) genannt, stammt aus dem Jahr 1764. Sie ist als Kulturgut der Präfektur registriert.
Zum Tempel gehört das Oku-no-in (奥の院), ein mehr als 4 m hohes schmales Gebäude, das oben in den Bergen vor einer Felswand gebaut wurde. Es ist an einem steilen Hang über lange Stützpfeiler errichtet. Auf dem Weg zum Oku-no-in passiert man den Daihi-(大悲 ‚Großes Erbarmen‘)-Wasserfall, von wo aus man zum Oku-no-in über eine Treppe mit mehr als hundert Stufen gelangt.
Zum Tempel gehören ein Glockenturm (鐘楼 Shōrō), ein Abt- und Mönchsquartier, ein Gästehaus und weitere Gebäude.

## Bilder

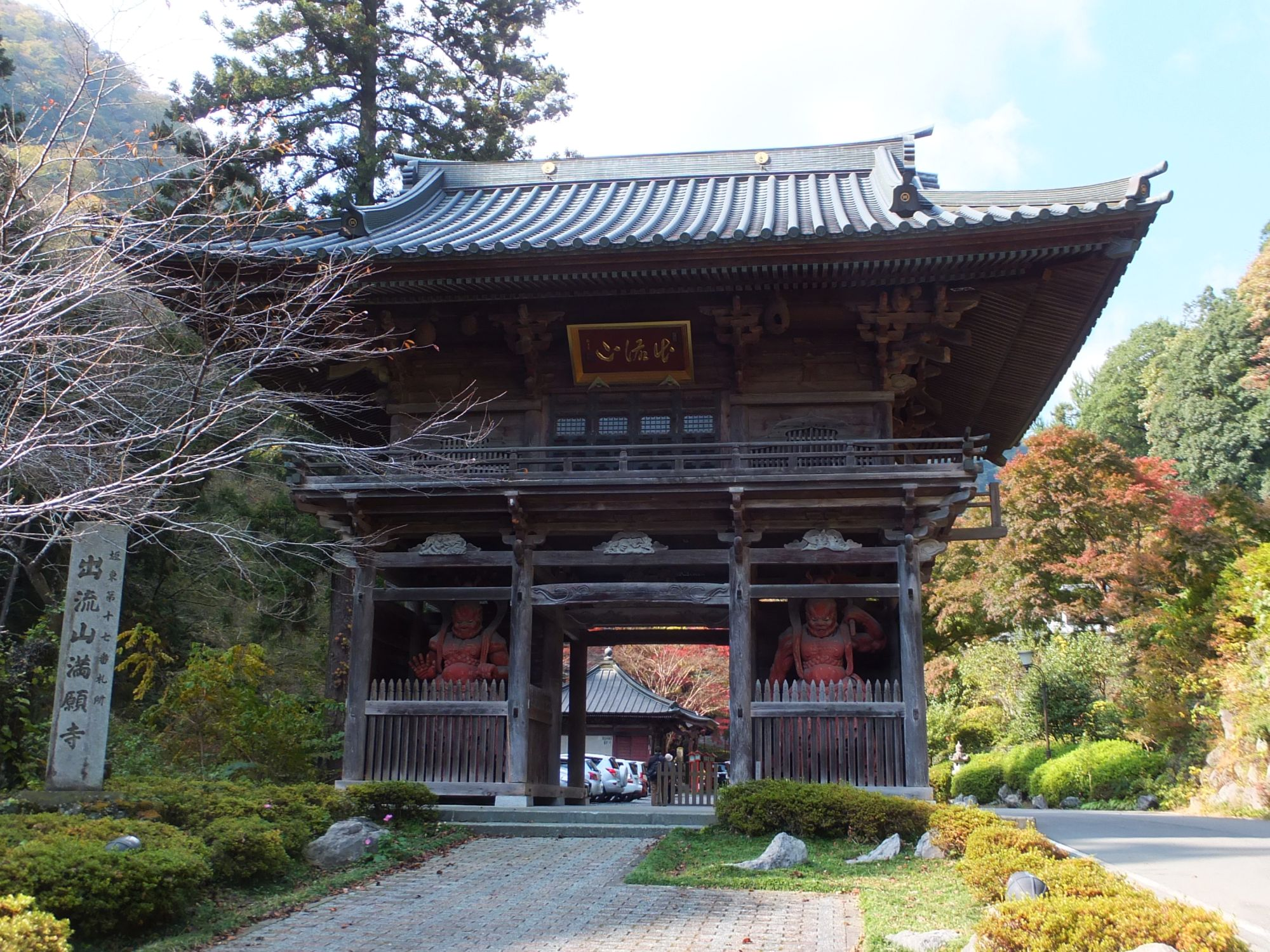
Tempeltor
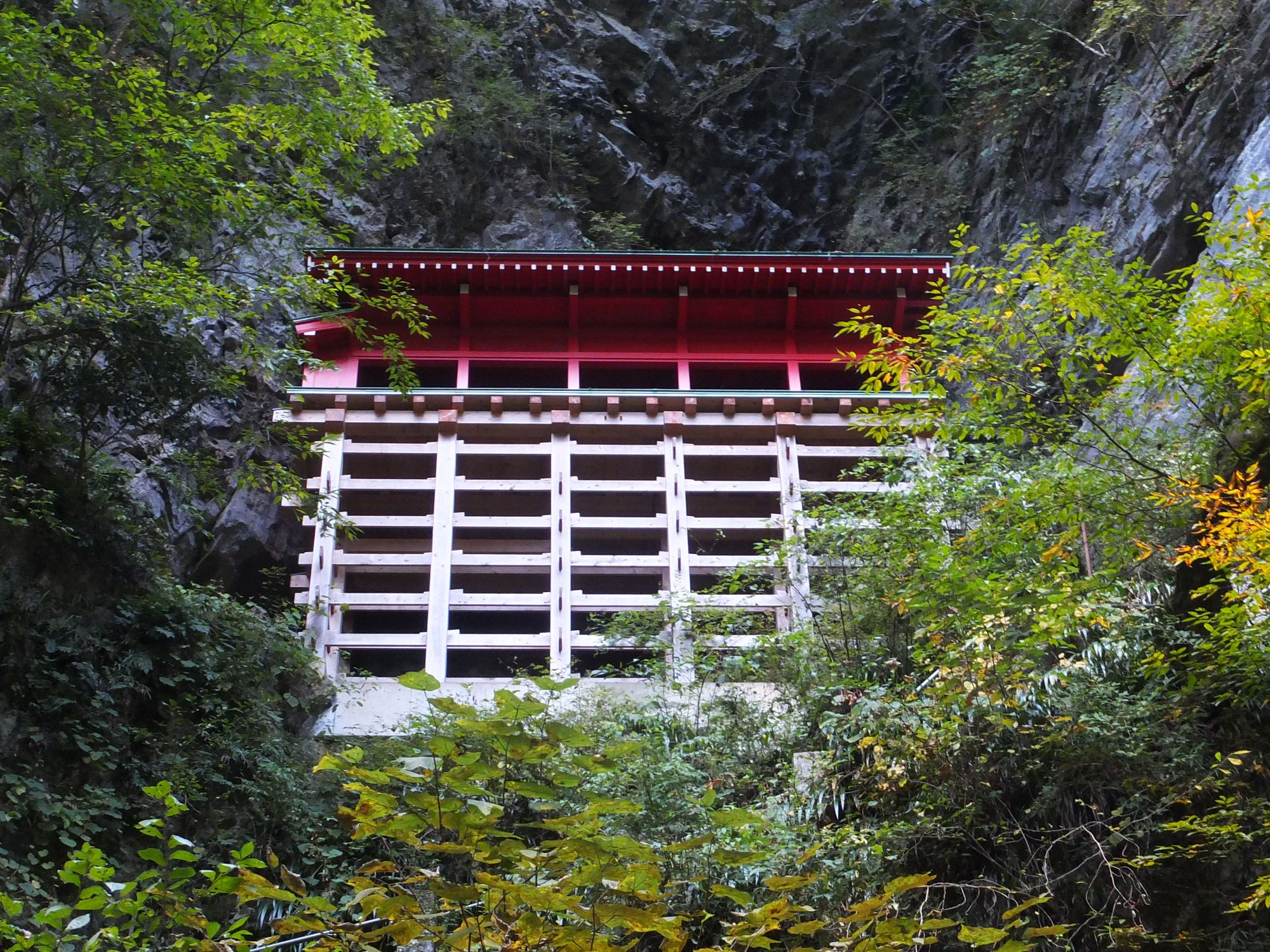
Oku-no-in
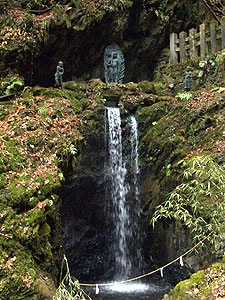
Daihi-Wasserfall